# یواس‌اس نسپلن (ای‌اوجی-۵۵)
یواس‌اس نسپلن (ای‌اوجی-۵۵) (به انگلیسی: USS Nespelen (AOG-55)) یک کشتی بود که طول آن ۳۱۰ فوت ۹ اینچ (۹۴٫۷۲ متر) بود. این کشتی در سال ۱۹۴۵ ساخته شد.